# Istituzioni e Monumenti dell’ Arte Musicale Italiana
Istituzioni e monumenti dell’ arte musicale italiana („Institutionen und Denkmäler der italienischen Tonkunst“) ist eine musikalische Denkmälerreihe, die von verschiedenen Herausgebern in sechs Bänden in Mailand von 1931 bis 1939 bei Ricordi herausgegeben wurde. Seit 1957 wurde sie in einer Nuova serie fortgeführt.

## Inhaltsübersicht
- 1.–2. (1931–32) Andrea e Giovanni Gabrieli e la musica instr. in San Marco (1. Teil, Vokal- und Instrumentalmusik vor 1590; 2. Teil, Auswahl von Canzonen und Sonaten aus Giovanni Gabrielis Sacrae Symphoniae v. 1597)
- 3. (1933) Le capelle mus. di Novara dal s. XVI ai primordi deU'ottocento (Werke von Gaudenzio Battistini)
- 4. (1934) La camerata fiorentina (Werke von Vincenzo Galilei)
- 5. (1934) L’oratorio dei Filippini e la scuola mus. di Napoli, 1. Teil (mehr nicht erschienen), La polifonia cinquecentesca ed i primordi del s. XVII (geistliche a cappella-Werke von Gian Domenico Montella, Giovanni Maria Trabaci, Carlo Gesualdo)
- 6. (1939) La musica in Cremona nella seconda meta del s. XVI e i primordi dell'arte Monteverdiana (Marc’Antonio Ingegneri, Auswahl aus den 1.–4. Libro de madrigali; Claudio Monteverdi, Sacrae Cantiunculae u. Canzonette 3 vocum)

### Nuova serie
- 1. (1956) La cappella mus. del duomo di Milano, 1. Teil, Le origini e il primo maestro di cappella: Matteo da Perugia (Gesamtausgabe)
- 2. (1963) Abhandlung von Fausto Torrefranca,  G. B. Platti e la sonata moderna
- 3. (1964) Benvenuto Disertori, Le frottole per canto e liuto intabulate da Franciscus Bossinensis